# GOI (小惑星)
GOI (5839 GOI) は小惑星帯に位置する小惑星。ロシアの天文学者ニコライ・チェルヌイフがクリミア天体物理天文台で発見した。
1918年に設立された、ソビエトの国立光学研究所（ru:Государственный оптический институт：Gosudarstvennyj Opticheskij Institut）の創立80周年に命名された。